# Alive (EP)
Pour les articles homonymes, voir Alive.
 (janvier 2022).
Albums de BIGBANG
The Best of Big Bang
(2011) Alive (version japonaise)
(2012)
Singles
1. Blue
Sortie : 22 février 2012
2. Bad Boy
Sortie : 29 février 2012
3. Fantastic Baby
Sortie : 7 mars 2012

Alive est le cinquième EP du boys band sud-coréen Big Bang, sorti le 29 février 2012 par YG Entertainment.

## Production
Les membres de Bigbang G-Dragon et T.O.P ont composé la musique et écrit les paroles pour la quasi-totalité des chansons de l'album. L'EP a eu trois singles : Blue, Fantastic Baby et Bad Boy. Une version repackage de l'EP intitulée Still Alive est sortie le 3 juin 2012 avec le single Monster. Les deux versions de l'EP ainsi que leurs singles ont eu un grand succès dans les classements nationaux en Corée du Sud, et l'EP est devenu le premier album de K-pop à se classer dans le Billboard 200 Album Chart américain.

## Sortie et promotion

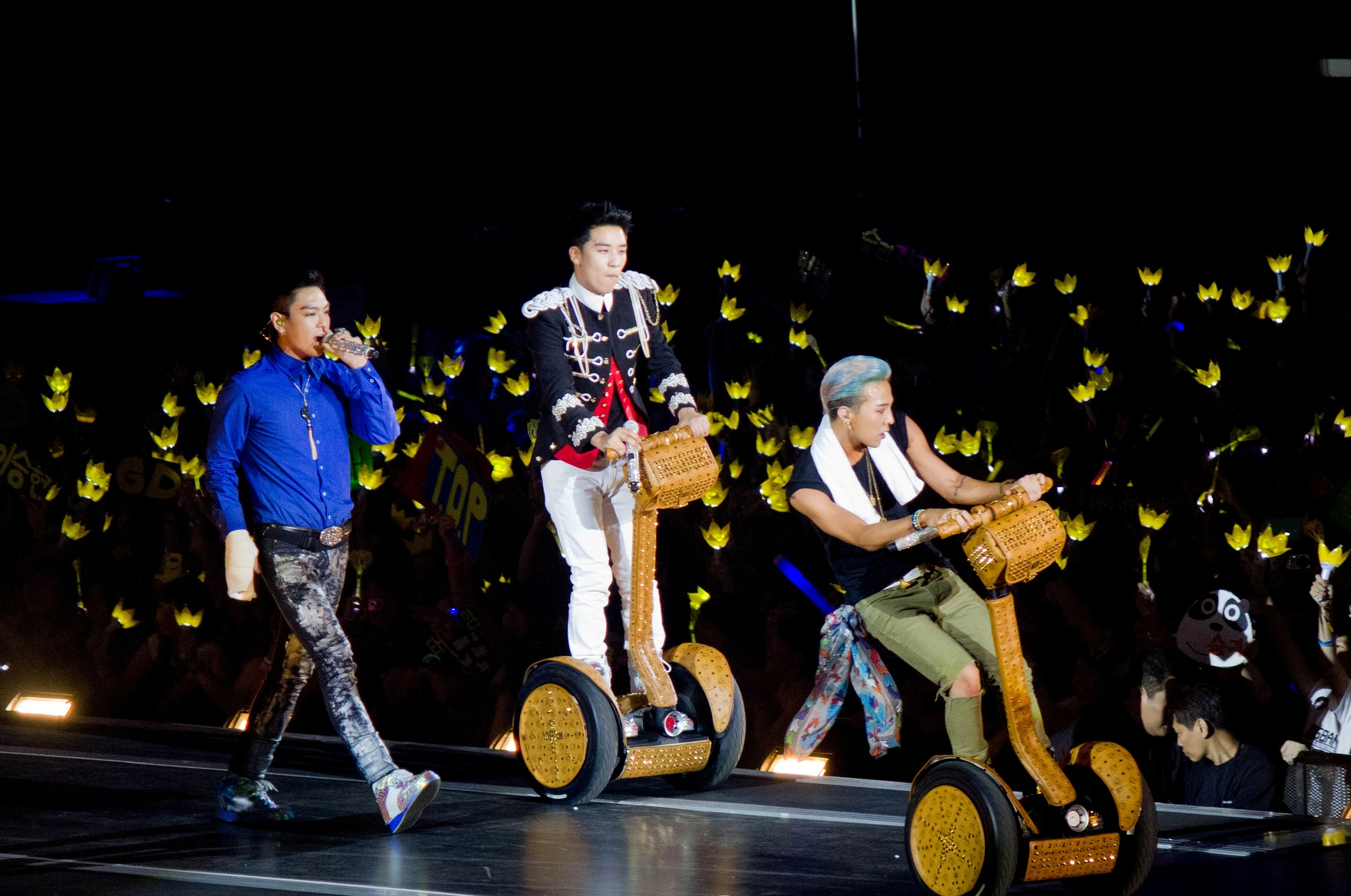
Bigbang lors de la tournée d'Alive.

Le 27 janvier 2012, la liste des pistes et le titre de l'EP à venir de Bigbang, Alive, sortent. Teddy Park de YG Entertainment et G-Dragon ont produit la majorité de la musique de l'EP avec l'aide d'autres producteurs comme DJ Murf et Peejay. G-Dragon a aussi écrit la plupart des chansons de l'album avec T.O.P. et Teddy Park.
"Blue" est sorti le 22 février 2012 en tant que single principal de l'EP, et par la suite Bigbang a sorti des previews d'autres chansons sur YouTube, tous les jours du 23 au 28 février. Ils ont aussi annoncé le Big Bang Alive World Tour,.
L'EP Alive et son deuxième single "Bad Boy" sont sortis le 29 février 2012. Les promotions ont commencé avec des performances à la télévision le 11 mars 2012 à l'Inkigayo sur SBS. "Fantastic Baby" est le troisième single de l'album, et est sorti le 7 mars 2012.

L'EP a eu le droit à une version repackage en tant d'édition spéciale avec des chansons supplémentaires et a été renommé Still Alive. L'édition spéciale et son single "Monster" sont sortis le 3 juin 2012. "Blue", "Bad Boy", "Fantastic Baby" et "Monster" ont été réenregistrées en japonais et ont été incluses dans l'album japonais de Bigbang, également nommé Alive. D'autres pistes de cet album coréen ont été mises sur l'album japonais.

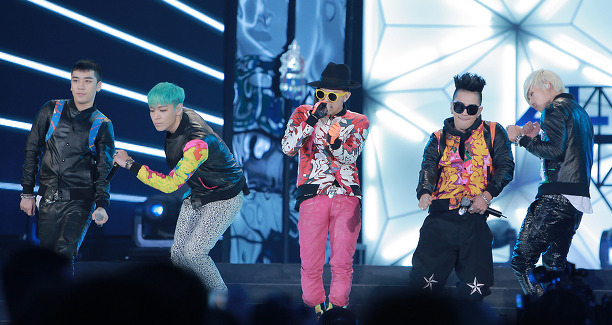
BIGBANG interprétant Fantastic Baby sur scène

| Pays         | Date                       | Label(s)            | Format             |
| ------------ | -------------------------- | ------------------- | ------------------ |
| Corée du Sud | 29 février 2012            | YG Entertainment    | Téléchargement, CD |
| Mondial      | 29 février 2012            | YG Entertainment    | Téléchargement     |
| Taïwan       | 27 mars 2012               | Warner Music Taiwan | CD                 |
| Corée du Sud | 3 juin 2012 (Still Alive)  | YG Entertainment    | Téléchargement     |
| Mondial      | 3 juin 2012 (Still Alive)  | YG Entertainment    | Téléchargement     |
| Corée du Sud | 6 juin 2012 (Still Alive)  | YG Entertainment    | CD                 |
| Taïwan       | 29 juin 2012 (Still Alive) | Warner Music Taiwan | CD                 |

## Liste des pistes
| Alive | Alive                                 | Alive                  | Alive                      | Alive                | Alive | Alive | Alive | Alive | Alive |
| No    | Titre                                 | Paroles                | Musique                    | Arrangement          | Durée |       |       |       |       |
| ----- | ------------------------------------- | ---------------------- | -------------------------- | -------------------- | ----- | ----- | ----- | ----- | ----- |
| 1.    | Intro (Alive) (Intro)                 | G-Dragon, Teddy, T.O.P | Dee.P, G-Dragon, Teddy     | Dee.P                | 0:48  |       |       |       |       |
| 2.    | Blue                                  | G-Dragon, Teddy, T.O.P | Teddy, G-Dragon            | Teddy                | 3:53  |       |       |       |       |
| 3.    | Love Dust (사랑먼지; Sarangmeonji)    | G-Dragon, Teddy, T.O.P | G-Dragon, Teddy            | Teddy                | 3:52  |       |       |       |       |
| 4.    | Bad Boy                               | G-Dragon, T.O.P        | G-Dragon, Choice37         | Choice37             | 3:57  |       |       |       |       |
| 5.    | Ain't No Fun (재미없어; Jaemieobseo)  | G-Dragon, T.O.P        | G-Dragon, D.J Murf, Peejay | D.J Murf, Peejay     | 3:42  |       |       |       |       |
| 6.    | Fantastic Baby                        | G-Dragon, T.O.P, Teddy | G-Dragon, Teddy            | Teddy                | 3:51  |       |       |       |       |
| 7.    | Wings (날개; Nalgae; solo de Daesung) | G-Dragon, Daesung      | G-Dragon, Choi Pil-kang    | Choi Pil-kang, Dee.P | 3:43  |       |       |       |       |
| 23:41 |                                       |                        |                            |                      |       |       |       |       |       |

| Alive iTunes Store bonus track | Alive iTunes Store bonus track | Alive iTunes Store bonus track | Alive iTunes Store bonus track | Alive iTunes Store bonus track | Alive iTunes Store bonus track | Alive iTunes Store bonus track | Alive iTunes Store bonus track | Alive iTunes Store bonus track | Alive iTunes Store bonus track |
| No                             | Titre                          | Musique                        | Arrangement                    | Durée                          |                                |                                |                                |                                |                                |
| ------------------------------ | ------------------------------ | ------------------------------ | ------------------------------ | ------------------------------ | ------------------------------ | ------------------------------ | ------------------------------ | ------------------------------ | ------------------------------ |
| 8.                             | Blue (Instrumental)            | Teddy, G-Dragon                | Teddy                          | 3:52                           |                                |                                |                                |                                |                                |
| 9.                             | Bad Boy (Instrumental)         | G-Dragon, Choice37             | Choice37                       | 3:57                           |                                |                                |                                |                                |                                |
| 10.                            | Fantastic Baby (Instrumental)  | Teddy, G-Dragon                | Teddy                          | 3:48                           |                                |                                |                                |                                |                                |
| 35:18                          |                                |                                |                                |                                |                                |                                |                                |                                |                                |

| Still Alive – Édition spéciale tracklist | Still Alive – Édition spéciale tracklist    | Still Alive – Édition spéciale tracklist | Still Alive – Édition spéciale tracklist | Still Alive – Édition spéciale tracklist | Still Alive – Édition spéciale tracklist | Still Alive – Édition spéciale tracklist | Still Alive – Édition spéciale tracklist | Still Alive – Édition spéciale tracklist | Still Alive – Édition spéciale tracklist |
| No                                       | Titre                                       | Paroles                                  | Musique                                  | Arrangement                              | Durée                                    |                                          |                                          |                                          |                                          |
| ---------------------------------------- | ------------------------------------------- | ---------------------------------------- | ---------------------------------------- | ---------------------------------------- | ---------------------------------------- | ---------------------------------------- | ---------------------------------------- | ---------------------------------------- | ---------------------------------------- |
| 1.                                       | Still Alive                                 | G-Dragon, Teddy, T.O.P                   | Dee.P, G-Dragon, Teddy                   | Dee.P                                    | 3:18                                     |                                          |                                          |                                          |                                          |
| 2.                                       | Monster                                     | G-Dragon, T.O.P                          | G-Dragon, Choi Pil-kang                  | Choi Pil-kang, Dee.P                     | 3:51                                     |                                          |                                          |                                          |                                          |
| 3.                                       | Feeling (Version coréenne)                  | G-Dragon, T.O.P                          | Boys Noize, G-Dragon, T.O.P              | Boys Noize                               | 3:35                                     |                                          |                                          |                                          |                                          |
| 4.                                       | Fantastic Baby                              | G-Dragon, T.O.P                          | Teddy, G-Dragon                          | Teddy                                    | 3:52                                     |                                          |                                          |                                          |                                          |
| 5.                                       | Bad Boy                                     | G-Dragon, T.O.P                          | G-Dragon, Choice37                       | Choice37                                 | 3:58                                     |                                          |                                          |                                          |                                          |
| 6.                                       | Blue                                        | G-Dragon, Teddy, T.O.P                   | Teddy, G-Dragon                          | Teddy                                    | 3:55                                     |                                          |                                          |                                          |                                          |
| 7.                                       | Bingle Bingle (빙글빙글; Binggeul Binggeul) | G-Dragon, T.O.P                          | Teddy, G-Dragon, Seo Won-jin             | Teddy, Seo Won-jin                       | 3:00                                     |                                          |                                          |                                          |                                          |
| 8.                                       | Ego (Version coréenne)                      | G-Dragon, T.O.P                          | G-Dragon, Ham Seung-cheon, Kang Wook-jin | Ham Seung-cheon, Kang Wook-jin           | 3:25                                     |                                          |                                          |                                          |                                          |
| 9.                                       | Love Dust (사랑먼지; Sarangmeonji)          | G-Dragon, Teddy, T.O.P                   | G-Dragon, Teddy                          | Teddy                                    | 3:51                                     |                                          |                                          |                                          |                                          |
| 32:45                                    |                                             |                                          |                                          |                                          |                                          |                                          |                                          |                                          |                                          |

| Still Alive iTunes Store bonus track | Still Alive iTunes Store bonus track | Still Alive iTunes Store bonus track | Still Alive iTunes Store bonus track | Still Alive iTunes Store bonus track | Still Alive iTunes Store bonus track | Still Alive iTunes Store bonus track | Still Alive iTunes Store bonus track | Still Alive iTunes Store bonus track | Still Alive iTunes Store bonus track |
| No                                   | Titre                                | Paroles                              | Musique                              | Arrangement                          | Durée                                |                                      |                                      |                                      |                                      |
| ------------------------------------ | ------------------------------------ | ------------------------------------ | ------------------------------------ | ------------------------------------ | ------------------------------------ | ------------------------------------ | ------------------------------------ | ------------------------------------ | ------------------------------------ |
| 10.                                  | Monster (Instrumental)               |                                      | G-Dragon, Choi Pil-kang              | Choi Pil-kang, Dee.P                 | 3:50                                 |                                      |                                      |                                      |                                      |
| 11.                                  | Monster (Acapella)                   | G-Dragon, T.O.P                      |                                      |                                      | 3:50                                 |                                      |                                      |                                      |                                      |
| 40:05                                |                                      |                                      |                                      |                                      |                                      |                                      |                                      |                                      |                                      |

## Réception

### Commerciale

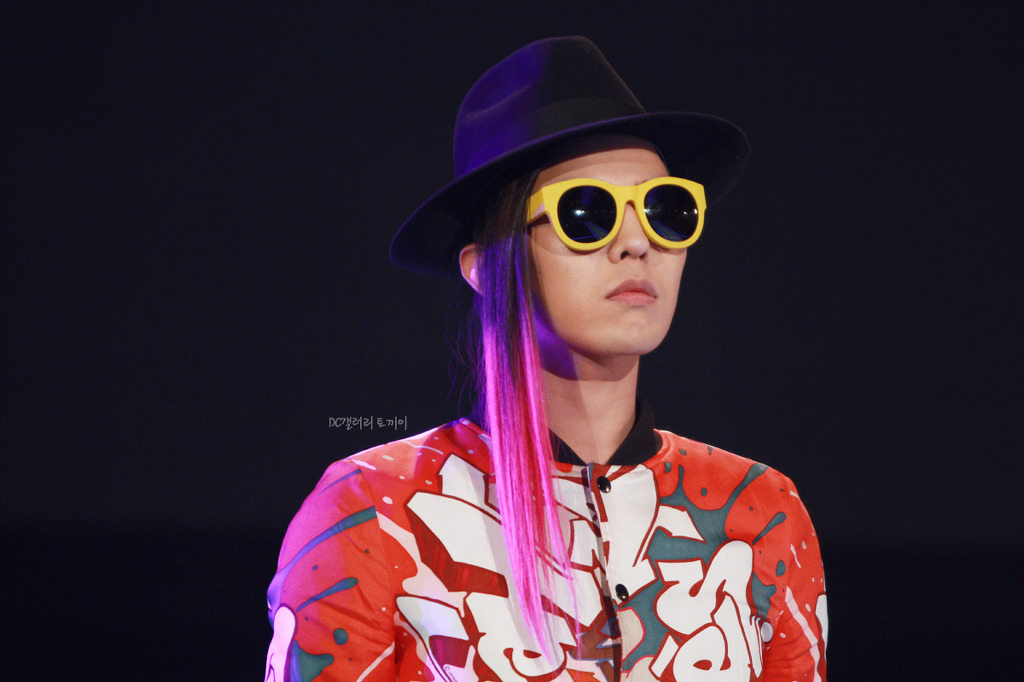
G-Dragon sur scène pendant Fantastic Baby en 2012

Alive est devenu le premier album/EP coréen à apparaître dans le classement américain Billboard 200, et a obtenu lors de sa sortie le record de l'album de K-pop le plus vendu aux États-Unis avec plus de 4 100 copies écoulées dès la première semaine,. Il a été classé 4e dans le Billboard Heatseekers Albums Chart, 22e dans l'Independent Albums Chart, 4e dans le World Albums Chart, et 6e dans l'Oricon Album Chart hebdomadaire en tant qu'import coréen. Il a terminé 2012 à la 2e place du classement de fin d'année des albums du Gaon.
Le single principal "Blue" a atteint la première place du Gaon Digital Chart hebdomadaire et du Billboard K-Pop Hot 100, et a terminé 10e dans les classements de fin d'année du Gaon. "Bad Boy" a été 2e du Gaon Digital Chart hebdomadaire et 3e du Billboard K-Pop Hot 100. Il s'est classé 59e pour l'année 2012 dans les classements de fin d'année du Gaon. "Fantastic Baby" a été 3e du Gaon Chart et du Billboard's K-pop Hot 100. "Monster" a atteint la première place du Gaon Digital Chart hebdomadaire et du Billboard's K-Pop Hot 100. Il a fini 14e dans les classements de fin d'année.
Le 9 mars 2012, il a été révélé que Bigbang occupait 5 des places du top 10 du Billboard's K-pop Hot 100 avec "Blue", "Bad Boy", "Fantastic Baby", "Ain't No Fun" et "Love Dust".
À compter d'août 2016, l'album et les chansons se sont vendus à plus de 22 millions de disques.
| Classement (2012)                                  | Meilleure position |
| -------------------------------------------------- | ------------------ |
| Japon Oricon Album Chart hebdomadaire              | 6                  |
| Japon Oricon Album Chart mensuel                   | 33                 |
| Corée du Sud Gaon Album Chart hebdomadaire         | 1                  |
| Corée du Sud Gaon Album Chart mensuel              | 1                  |
| Corée du Sud Gaon Album Chart annuel (fin d'année) | 2                  |
| Taïwan G-Music Combo Chart                         | 1                  |
| États-Unis Billboard 200                           | 150                |
| États-Unis Billboard Heatseekers Albums            | 4                  |
| États-Unis Billboard Independent Albums            | 22                 |
| États-Unis Billboard World Albums                  | 4                  |
| Classement (2013)                                  | Meilleure position |
| Corée du Sud Gaon Album Chart hebdomadaire         | 19                 |
| Corée du Sud Gaon Album Chart mensuel              | 58                 |
| Classement (2014)                                  | Meilleure position |
| Corée du Sud Gaon Album Chart hebdomadaire         | 69                 |
| Classement (2015)                                  | Meilleure position |
| Corée du Sud Gaon Album Chart hebdomadaire         | 75                 |
| Classement (2016)                                  | Meilleure position |
| Corée du Sud Gaon Album Chart hebdomadaire         | 90                 |

| Classement (2012)                                  | Meilleure position |
| -------------------------------------------------- | ------------------ |
| Corée du Sud Gaon Album Chart hebdomadaire         | 1                  |
| Corée du Sud Gaon Album Chart mensuel              | 1                  |
| Corée du Sud Gaon Album Chart annuel               | 6                  |
| Taïwan G-Music Combo Chart                         | 2                  |
| Classement (2013)                                  | Meilleure position |
| Corée du Sud Gaon Album Chart hebdomadaire         | 10                 |
| Corée du Sud Gaon Album Chart mensuel              | 29                 |
| Corée du Sud Gaon Album Chart annuel (fin d'année) | 90                 |
| Classement (2014)                                  | Meilleure position |
| Corée du Sud Gaon Album Chart hebdomadaire         | 53                 |
| Corée du Sud Gaon Album Chart mensuel              | 77                 |
| Classement (2015)                                  | Meilleure position |
| Corée du Sud Gaon Album Chart hebdomadaire         | 56                 |
| Classement (2016)                                  | Meilleure position |
| Corée du Sud Gaon Album Chart hebdomadaire         | 60                 |

### Ventes
| Classement            | Ventes                                                                       |
| --------------------- | ---------------------------------------------------------------------------- |
| Gaon ventes physiques | - 266,848 (2012) - 6,084 (2013) - 1,645 (2014) - 2,231 (2015) - 1,843 (2016) |
| Oricon ventes         | 26,914                                                                       |
| Billboard ventes      | 4,100+                                                                       |
| Taiwan ventes         | 35,000+                                                                      |

| Classement            | Ventes                                                                        |
| --------------------- | ----------------------------------------------------------------------------- |
| Gaon ventes physiques | - 148,030 (2012) - 15,610 (2013) - 4,411 (2014) - 1,743 (2015) - 3,061 (2016) |
| Oricon ventes         | 9,000+                                                                        |
| Taiwan ventes         | 20,000+                                                                       |

### Critique
Le vidéoclip de "Fantastic Baby" est devenu l'un des clips de K-pop les plus visionnés sur YouTube en 2012 pour atteindre plus de 100 millions de vues en mars 2014, devenant le premier boys band sud-coréen à franchir ce cap. Il a figuré dans le journal anglais The Guardian. Début 2015, "Fantastic Baby" a battu "Gee" des Girls' Generation et est devenu le 5e clip de K-pop le plus vu. En janvier 2016, le vidéoclip est devenu le premier clip d'un groupe coréen à atteindre les 200 millions de vues sur YouTube. À compter d'octobre 2016, il y a plus de 250 millions de vues sur le site.
Arirang TV a considéré "Fantastic Baby" comme l'un des "méga hits" de Bigbang. Kevin Perry de NME a écrit que le vidéoclip de ce morceau nous montre le groupe portant des vêtements classes et épousant une émeute chic, et le “boom shakalaka” du refrain rappelle à l'auditeur la musique de Sly & The Family Stone. The Daily Telegraph a recommandé à ses lecteurs d'écouter "Fantastic Baby", "qui rivalise avec Lady Gaga pour l’excentricité et l'excès de fashionista". The Vancouver Sun a écrit que la chanson "est facilement l'une des plus colorées et tordues des vidéos pop que nous avons vu depuis un certain temps, combinant un art style RPG, des éléments steampunk et rappelant une émeute et le style street pop".